# Mostri contro alieni
Mostri contro alieni (Monsters vs. Aliens) è un film di animazione del 2009 per la regia di Rob Letterman e Conrad Vernon, primo film d'animazione digitale in computer grafica 3D prodotto in stereoscopia dalla Dreamworks Animation. È una commedia ispirata ai classici del cinema di fantascienza statunitense degli anni cinquanta. È stato distribuito nella maggior parte del mondo il 27 marzo 2009.

## Trama
Nel giorno del suo matrimonio, la ragazza californiana Susan Murphy viene contaminata da una sostanza radioattiva proveniente da un meteorite, iniziando a ingrandirsi fino a diventare alta quindici metri. La polizia accorre sul posto e il governo degli Stati Uniti la rinchiude nella base segreta denominata Area 51, ribattezzandola "Ginormica". All'interno della base Susan scopre di essere reclusa assieme a un gruppo di altri mostri come lei, raccolti dai militari nel corso degli anni. Di esso fanno parte il brillante Dottor Professor Scarafaggio, uno scienziato pazzo che ha l'aspetto dell'insetto pur conservando altezza umanoide, il muscoloso incrocio tra scimmia e pesce chiamato Anello Mancante, l'indistruttibile e gelatinoso B.O.B. (Bicarbonato Ostilezene Benzoato) e Insettosauro, una larva la cui altezza corrisponde a centoventi metri.
La loro reclusione non è destinata a durare a lungo, poiché un robot inviato dall'alieno Gallaxhar è giunto negli Stati Uniti seminando panico e distruzione; su idea del generale W.R. Monger, che dirige la "prigione" dei mostri, e per ordine del Presidente degli Stati Uniti, il gruppo di mostri è chiamato all'azione per combattere gli alieni e difendere la Terra.
Nel primo combattimento, dopo un lungo inseguimento fino al Golden Gate Bridge, il gigantesco robot sembra avere la meglio, ma la forza di volontà di Susan riesce infine a distruggere l'automa. Quando torna a casa, la ragazza reincontra Derek, il suo mancato sposo, subito dopo la fine del programma che egli conduce alla televisione, il servizio meteo. Il presentatore, spaventato dalle dimensioni di lei, l'abbandona (ed anche per non avere una rinomanza inferiore alla sua).
Dopo uno sfogo piuttosto violento e un gran pianto, Susan ritrova i suoi nuovi amici ad una pompa di benzina, anche loro affranti per non aver fatto una buona impressione sui parenti della ragazza, che li hanno visti come dei mostri spaventosi. Dopo essersi sfogata con i suoi amici mostri capisce il suo valore e decide di lasciarsi tutto alle spalle.
Susan viene in seguito rapita dall'alieno Gallaxhar ed Insettosauro cerca di salvarla ma viene colpito dall'extraterrestre con un'arma aliena e tutti i mostri (specie Anello Mancante) sono affranti per l'accaduto. In seguito la ragazza si trova dentro l'astronave e Gallaxhar, dopo un inseguimento, estrae dal corpo di Susan la sostanza radioattiva che l'aveva resa gigante, il Quantonium, privandola dei suoi poteri. In soccorso della ragazza giunge il gruppo di amici mostri, che riesce a salvarla. Assieme fanno scattare l'autodistruzione: mentre le porte della base aliena si stanno per chiudere, Anello Mancante ruba una moto per fuggire in fretta, ma a causa della massa gelatinosa di B.O.B. e del loro peso corporeo i mostri scivolano giù e solo Susan riesce a uscire. La ragazza tuttavia non vuole abbandonare i suoi amici e così, con dei pezzi recuperati dalla moto, corre lungo tutta la nave per trovare il modo di aprire le porte. Riesce a raggiungere Gallaxhar e dopo un combattimento la giovane recupera il Quantonium che la rende di nuovo grandissima, in grado quindi di salvare i suoi amici rimasti bloccati portandoli finalmente in salvo.
A pochi secondi dall'autodistruzione il generale Monger giunge in salvataggio a cavallo di Insettosauro, che nel frattempo si è trasformato in una gigantesca farfalla. La nave esplode e la famiglia di Susan si riunisce. Derek, dopo quanto è successo, cerca di ritornare insieme alla ragazza, ma lei lo respinge. Il generale Monger comunica che c'è una nuova minaccia, una lumaca entrata in un reattore nucleare, così Susan e i suoi amici volano in groppa a Insettosauro alla volta di Parigi.

## Personaggi

### Mostri
- Susan Murphy / Ginormica: una ragazza californiana che viene colpita da uno strano meteorite pieno di sostanze radioattive che la fanno diventare gigantesca. Scoprirà di avere una forza sovrumana e di saper respingere ogni attacco energetico quando lotta contro il gigante robot. È molto affezionata ai suoi amici mostri. Una volta salvato il mondo, respinge l'ex fidanzato Derek. Il suo personaggio è ispirato al classico film del 1958 Attack of the 50 Foot Woman.
- Dott. Prof. Scarafaggio (Dr. Cockroach): scienziato pazzo, intelligente e un po' pedante. Una volta era umano, ma poi a causa di un errore in un esperimento che conduceva ha alterato il proprio DNA, trasformandosi in un uomo-scarafaggio superintelligente, un'altra sua risorsa è quella di sapersi arrampicare sui muri. È ispirato al classico film L'esperimento del dottor K. del 1958.
- B.O.B: una massa gelatinosa indistruttibile creata da un pomodoro geneticamente alterato. La sua più grande forza risiede nella sua capacità di digerire qualsiasi sostanza, oltre a essere indistruttibile. La sua debolezza è che la sua mutazione non gli ha dato un cervello, rendendolo alquanto stupido. È ispirato al classico mostro di Fluido mortale (The Blob, 1958).
- Anello Mancante (Missing Link): di 20.000 anni, è un ibrido pesce-scimmia che è stato scongelato da un iceberg in cui era ibernato, per poi fuggire e devastare il suo habitat lagunare. Si comporta spesso come un macho, ma è in realtà molto fuori forma. Nonostante questo, è un esperto di arti marziali. È ispirato a Il mostro della laguna nera (1954).
- Insettosauro: un bruco di 25 mm, che trasformato da radiazioni nucleari diventa alto 120 m, diventa un mostro con la possibilità di sparare seta dal suo naso. Non è in grado di parlare e può essere ipnotizzato dalle luci. Fa da "animale domestico" ad Anello Mancante. È ispirato ai tanti film di mostri giganti (conosciuti con il nome di "Kaiju" in Giappone). La sua storia ricorda parzialmente quella di Godzilla solo per il fatto di avere attaccato Tokyo; diventa una farfalla come Mothra, uno dei mostri dell'universo di Godzilla.

### Alieni
- Gallaxhar: il principale antagonista del film. Si tratta di un alieno viola con dei tentacoli e con quattro occhi il cui scopo è l'ottenimento del Quantonium per poter dominare la Terra. È servito da robot giganti (circa della stessa dimensione di Insettosauro) e possiede una grande macchina clonatrice, infatti la usa per ricostruire un pianeta come il suo (anche se rivela di aver distrutto lui il suo pianeta). Sebbene sia malvagio, si dimostra anche codardo e poco scaltro. Alla fine muore all'interno dell'Astronave, durante l'esplosione.
- Computer: esegue gli ordini di Gallaxhar, anche se con un tono sarcastico.

### Esseri umani
- Generale Warren R. Monger: comandante militare che gestisce l'impianto top secret in cui sono tenuti i mostri. In una scena durante i titoli dice di avere 90 anni, nonostante il suo aspetto giovanile. Le iniziali W.R. lette insieme al cognome suonano un po' come warmonger che significa "guerrafondaio", il che ricalca solo in parte la personalità dell'uomo.
- Presidente Hathaway: il Presidente impulsivo e superficiale degli Stati Uniti.
- Derek Dietl: meteorologo locale ed ex fidanzato di Susan. Ama Susan, ma non più della sua rinomanza, proprio per questo, dopo che lei ritorna da lui in seguito alla vicenda di San Francisco, Derek la lascia. Al termine del film le propone di ritornare con lui per un ingaggio a New York, tuttavia Susan lo respinge e B.O.B lo umilia in diretta.
- Carl Murphy: padre di Susan.
- Wendy Murphy: amorevole madre di Susan.
- Giornalista televisivo: nota comicamente che gli alieni sembrano sempre e solo apparire in America.

## Produzione
Ottenere l'effetto stereoscopico ha richiesto un extra di 15 milioni di dollari di budget.
Con l'uscita di Mostri contro alieni, tutti i film della Dreamworks Animation saranno distribuiti con il formato stereoscopico 3D.

## Distribuzione
Il film è stato distribuito nella maggior parte del mondo il 27 marzo 2009.
La data di uscita venne spostata per evitare la concorrenza di Avatar di James Cameron.
In Italia è stato distribuito nelle sale a partire dal 3 aprile 2009.

## Accoglienza

### Incassi
Il film ha incassato 198,4 milioni di dollari nel suolo statunitense e 183,1 nel resto del mondo per un totale di 381,5 a livello globale.

### Critica
Il film ha ricevuto pareri positivi da parte della critica. Su Rotten Tomatoes ha una percentuale del gradimento del 72% sulla base di 215 critiche con un voto medio di 6.5/10, il consenso critico implica: "Sebbene non si avvicini alla profondità dei migliori film d'animazione, Mostri contro Alieni ha abbastanza umorismo ed effetti speciali per intrattenere spettatori di tutte le età.". Su Metacritic, invece, ha un punteggio del 56 su 100 indicato "recensioni miste o medie" basato su 35 recensioni.

## Altri media
Oltre al film principale, il franchise di Mostri contro alieni comprende anche un videogioco, un cortometraggio, Che colpo, B.O.B.! (B.O.B.'s Big Break), e due special televisivi, Mostri contro alieni - Zucche mutanti venute dallo spazio (Monsters vs. Aliens: Mutant Pumpkins from Outer Space) e Mostri contro alieni - La notte delle carote viventi. Dal 2013 viene inoltre trasmessa dalla rete televisiva Nickelodeon un'omonima serie animata.